# Cussonia arborea
Cussonia arborea es una planta de la familia Araliaceae, nativa de África tropical.

## Descripción
Es un arbusto o árbol que alcanza entre 2 y 12 m de altura, con tronco grueso de hasta 1 m de espesor, con corteza gruesa color gris oscuro a rojizo. Ramificación a partir de la corona, con ramas gruesas. Hojas compuestas con pecíolo de hasta 50 cm de largo, digitadas, con 5 a 9 folíolos, cada uno de hasta 27 × 8 cm. Floración en espigas de hasta 50 cm de longitud con hasta 26 flores cada una, pero generalmente de 10 a 12. Flores sésiles, con brácteas florales que son visibles Fruto ovoide a cilíndrico subgloboso, 4 a 5,5 por hasta 4 mm.

## Ecología
Se encuentra en bosques, praderas arboladas, rocas, arcilla ácida, laterita, a veces en montículos de termitas, bosque de galería, sabanas hierba alta; laderas rocosas empinadas , conjuntamente con Combretum, y Erythrina abbyssinica, entre los 200 y 2.470 m s. n. m.

## Antibiótico
Planta usada por la medicina tradicional, la investigación científica ha comprobado que es extracto de las hojas es activo contra varios microorganismos y especialmente que podría tener efectividad en el tratamiento de la malaria.

## Taxonomía
El género fue descrito por Hochst. ex A.Rich. y publicado en Tentamen Florae Abyssinicae . . . 1: 336, t. 56. 1847.
Etimología
Cussonia: nombre genérico otorgado en honor del botánico francés Pierre Cusson (1727–1783).
arborea: epíteto latíno que significa "con forma de árbol".
Sinónimos
- Brassaia mannii var. camerounensis Aubrév.
- Cussonia barteri Seem.
- Cussonia delevoyi De Wild.
- Cussonia djalonensis A.Chev.
- Cussonia hamata Harms
- Cussonia homblei De Wild.
- Cussonia kirkii Seem.
- Cussonia kirkii var. bracteata
- Cussonia kirkii var. quadripetala Tennant
- Cussonia laciniata Harms
- Cussonia longissima Hutch. & Dalziel
- Cussonia nigerica Hutch.
- Cussonia tisserantii Aubrév. & Pellegr.[7][8]